# Pierrevert
Pierrevert é uma comuna francesa na região administrativa da Provença-Alpes-Costa Azul, no departamento dos Alpes da Alta Provença. Estende-se por uma área de 27,9 km². Em 2010 a comuna tinha 4 015 habitantes (densidade: 143,9 hab./km²).